# Grainville-Langannerie

Grainville-Langannerie este o comună în departamentul Calvados, Franța. În 1 ianuarie 2022 avea o populație de 786 de locuitori.